# 菊池幸見
菊池 幸見（きくち ゆきみ、1960年〈昭和35年〉6月25日 - ）は、IBC岩手放送のアナウンサー、作家。1983年にIBC岩手放送に入社。『爆発ワイドラジオ新鮮組』（以下「新鮮組」）や『IBC TOP40』など、数多くの人気番組を担当した。現在、岩手県盛岡市在住。

## 略歴
- 中学・高校時代はいわゆるハガキ職人で、特に『あのねのねのオールナイトニッポン』では「黄金バット」というペンネームで常連投稿者として知られていた[2]。一方でBCLも趣味で、特に『アンデスの声』の日本語放送担当だった尾崎夫妻とは長く文通を続けた仲[2]。
- 法政大学在学中は落語研究会に所属しており、研究会仲間に元読売テレビの森武史がいた。また、文化放送で『みのもんたの激ラジモンターマン大逆襲』のアルバイトを経験しており、みのにはずいぶん鍛えられたという[1]。
- ニッポン放送の入社試験も受験しており、そのときの試験官は、のちに同社社長となる亀渕昭信であった[1]。
- フリートークでの朴訥さ漂う語りが特徴。また得意とする「方言」も菊池の武器であり、「南部弁が堪能なアナウンサー」として、県内放送局でも数少ない存在となっている。
- 1985年頃、同じラジオ番組を担当していた村井博子アナウンサーと「たけのこのこ合唱団｣としてレコード「素敵にきらめいて」をリリース、夏の高校野球岩手県大会の開会式にも使われた[1]。
- 1980年代には、自分の弟子軍団「ゆきみ軍団」、そのまた弟子の軍団「ゆきみ軍団セピア」が存在しており、一部の団員は「新鮮組」に出演していた[1]。
- 伊奈かっぺいとの交流が深く、｢にぎりっぺい｣の名を賜ったこともある。岩手ならではの話を収録した｢岩手でござい!｣という本も著しており、伊奈かっぺいはこれに影響され、1991年に｢青森でござい!｣を出版した。1994年には、あゆかわのぼるによる｢秋田でごさい!｣も出版されている。
- 趣味は釣りとプロレス観戦。特にプロレス好きの側面は「新鮮組」時代によく現れており、番組内に「山本大鉄（山本小鉄のもじり）」なるキャラクターが登場したこともあった。ザ・グレート・サスケがみちのくプロレスを旗揚げすると、IBCで放送された団体初のテレビ中継において大仁田厚対サスケの電流爆破デスマッチを実況した。
- 1997年には「夕方ワイド番組」ブームに乗ってテレビの帯番組企画が立ち上がり、冠番組『幸見の夕刊テレビ』の司会に就任。しかし、同時期にテレビ岩手で始まった裏番組『いわて特盛!5きげんテレビ』の優勢を崩せず、番組は1年半で終了。以後は再びラジオ番組の担当が主となる。
- 2010年、司会を勇退した大塚富夫から譲られる形で、『IBCラジオ・チャリティ・ミュージックソン』の司会に就任、2023年現在も継続中である。
- 2013年、照井健の後任として『じゃじゃじゃTV』の司会に就任、2023年まで10年間担当。
- 2003年に「泳げ、唐獅子牡丹」を上梓し、作家デビュー。岩手県を舞台に、放送局に勤務する自身の経験や知識を生かした小説を数年に一作のペースで発表している。このため、盛岡文士劇では通常、アナウンサーは現代劇パートに出演するが、作家がキャストの中心となる時代劇パートに出演している。
- 2020年に定年を迎えたが、嘱託社員として引き続きIBCに在籍している。

## 現在の担当番組
テレビ
- 岩手日報IBCニュース
- わが町バンザイ

ラジオ
- 朝からRADIO（月曜、火曜担当[3]）
- IBCラジオ・チャリティ・ミュージックソン（2010年 - ） - 2024年は喉の不調のために欠席し、代役で奥村奈穂美（IBCアナウンサー）と、アシスタントに井丸貴拡（IBCアナウンサー）が出演。
- 晋照☆法玲のわくわくラジオ - オープニングとエンディングのナレーション
- ワイドステーション（2023年4月から水曜担当）
- 福田こうへいのゆっくり行ぐべぇ〜（2023年7月16日 - ） - 風見好栄（IBCアナウンサー）の代役で出演、10月1日より正式に担当。
- 気になる土曜日（毎月第3土曜、7:10 - 7:25） - 伊藤美幸（元IBCアナウンサー）との共演。
- 健康イキイキ!（日曜 7:15 - 7:30）

## 過去の担当番組
テレビ
- 幸見の夕刊テレビ（総合司会、1997年4月 - 1998年9月）
- じゃじゃじゃTV（2代目MC、2013年4月 - 2023年3月25日）
  - じゃじゃじゃTV いわて希望のちからスペシャル（不定期、水曜 19:00 - 19:54）
- いわてホットライン

ラジオ
- 我が町バンザイ[1]
- 爆発ワイドラジオ新鮮組（1984年 - 1990年）[1]
- でんリクワイド新鮮組→デンデンリクリク大放送（1990年 - 1992年）
- IBC TOP40
- ぽっぷん王国
- ぽっぷん王国ミュージックスタジアム
- ラジオザウルス
- 菊池幸見のグーテンモルゲン（土曜 7:00 - 10:45）
- 幸見の週刊おじさん白書
- 解説 義経北行伝説（日曜 8:05 - 8:15、2008年9月28日終了）
- 新・みちのく物語（日曜 8:05 - 8:15）
- 遠野物語異聞（日曜 8:05 - 8:15）
- 方言詩の世界
- らんまんラジオ寄席（隔年、岩手県内公開収録時の司会進行）
- JAホット通信（土曜 17:20 - 17:30）

## CM
- テレビ
  - IBCハウジングメッセ
  - 吉昭石材工業 ナレーション
  - 伊奈かっぺいコンサート開催予告ナレーション
  - 岩手県産株式会社大感謝祭（2023年9月16日・17日、ツガワ未来館アピオで開催）
  - 三役昇進おめでとう、がんばれ!錦木関
  - 立川志の輔独演会（2017年）
  - 特選ぎんどろ寄席（2024年12月開催）
  - COCOHOUSE（ココハウス） ナレーション
- ラジオ
  - カイジョー株式会社（遠野市）
  - ドローンピーク（滝沢市大釜）
  - IBCラジオ特殊詐欺防止キャンペーン
  - 農家の味方 岩手本店 - 神山浩樹（IBCアナウンサー）と共演
  - ピーマンのあきちゃん農園
  - みちのくクボタ
  - 胆沢産直センターあじさい
  - 岩手県産株式会社大感謝祭（2023年9月16日・17日、ツガワ未来館アピオで開催）
  - 八幡平山賊まつり（2023年10月7日・8日・9日開催）
  - 土日ジャンボ市 - 奥村奈穂美（IBCアナウンサー）と共演 
    - 土日ジャンボ市創業祭、じゃんまる - 川島有貴（IBCアナウンサー）と共演

  - 繁田園 全商品値引き祭り
    - 2023年10月21日まで開催
    - 2023年11月13日から11月18日まで開催
    - 2025年6月14日まで開催

  - 材木町よ市（盛岡市、2023年11月最終土曜日まで開催）
  - 信用生協
  - メガネのおくやま - 奥村奈穂美（IBCアナウンサー）と共演
  - 盛岡建設労働組合 - 井丸貴拡、水越かおる（共にIBCアナウンサー）と共演
  - 佐藤園芸（奥州市）
  - IBC開局70周年記念ラジオドラマ 計算の神様（2023年12月25日夜8時から放送）
  - エヌティーコンサルタント（盛岡市）
  - IBCラジオ・チャリティー・ミュージックソン（開催のお知らせ、募金の受付のお知らせなど）
  - 特選ぎんどろ寄席（2024年12月開催）
  - 春風亭小朝新春独演会（2025年1月開催）
  - Chrisitmas Jazz Night in HANAMAKI（2024年12月開催）
  - 平泉ウォーク2025
  - 盛岡・北上川川下りゴムボート大会
  - 稲川淳二怪談ナイト（2025年8月10日開催）

他

## 著書
- 岩手でござい!（1994年）
- 『泳げ、唐獅子牡丹』（祥伝社、2003年・2008年文庫
- 『翔けろ、唐獅子牡丹』（2011年・文庫書下ろし 祥伝社文庫）
- 『走れ、健次郎』（祥伝社、2014年・2017年祥伝社文庫）

監修
- 『岩手共和国のオキテ100カ条 布団は「とる」べし、ゴミは「投げる」べし! 岩手県ってこんな県だったの?ここのオキテはけっこうすごい!』監修. メイツ出版, 2015.6

## CD
- 岩手弁「方言詩の世界」
  - 2006年8月2日 お色気編（TKCA-73097）/笑いと涙編（TKCA-73096）/抒情編（TKCA-73095）
  - 2006年12月20日 少年時代編（TKCA-730155）/家族編（TKCA-730154）
  - 2007年8月3日 純情編（TKCA-73229）/笑いと涙編パート2（TKCA-73228）
- 岩手弁かるた〜方言詩の世界 CD付き（2009年11月21日）菊池幸見、奥村奈穂美
- 岩手弁かるた〜方言詩の世界2011 CD付き（2010年11月20日）菊池幸見、奥村奈穂美
- じぇじぇ?!じゃじゃ?!これがホントの岩手弁（TKCA-74037） 2014年1月1日

## 関連サイト
- 岩手弁「方言詩の世界」（徳間ジャパン）